# Kuglački klub Donat zaštita Zadar
Kuglački klub "Donat zaštita" (KK Donat zaštita; KK "Donat zaštita" Zadar; Donat zaštita Zadar; Donat Zaštita; Donat zaštita) je muški kuglački klub iz Zadra, Zadarska županija, Republika Hrvatska.

## O klubu
Kuglački klub "Donat zaštita" je osnovan 2001. godine, a ime je dobio po istoimenoj zaštitarskoj tvrtki. Klub se od sezone 2002./03. pa do sezone 2014./15. pretežno natjecao u "Drugoj" i "Trećoj hrvatskoj kuglačkoj ligi – Jug". 
 
Klub koristi za treninge i utakmice kuglanu "Mocire".

## Uspjesi

### Ekipno
3. HKL – Jug
- prvak: 2005./06.

## Pregled plasmana po sezonama
| sezona                        | rang lige                     | liga                          | poz.                          | klubova u ligi                | ut                            | pob                           | ner                           | por                           | poen+                         | poen-                         | bod                           | napomene                      | izvori                        |
| Donat zaštita / Donat Zaštita | Donat zaštita / Donat Zaštita | Donat zaštita / Donat Zaštita | Donat zaštita / Donat Zaštita | Donat zaštita / Donat Zaštita | Donat zaštita / Donat Zaštita | Donat zaštita / Donat Zaštita | Donat zaštita / Donat Zaštita | Donat zaštita / Donat Zaštita | Donat zaštita / Donat Zaštita | Donat zaštita / Donat Zaštita | Donat zaštita / Donat Zaštita | Donat zaštita / Donat Zaštita | Donat zaštita / Donat Zaštita |
| ----------------------------- | ----------------------------- | ----------------------------- | ----------------------------- | ----------------------------- | ----------------------------- | ----------------------------- | ----------------------------- | ----------------------------- | ----------------------------- | ----------------------------- | ----------------------------- | ----------------------------- | ----------------------------- |
| 2002./03.                     | II.                           | 2. HKL – Jug                  |                               |                               |                               |                               |                               |                               |                               |                               |                               |                               |                               |
| 2003./04.                     | III.                          | 3. HKL – Jug                  | 4.                            | 6                             | 10                            | 4                             | 1                             | 5                             | 34                            | 46                            | 9                             |                               |                               |
| 2004./05.                     |                               |                               |                               |                               |                               |                               |                               |                               |                               |                               |                               |                               |                               |
| 2005./06.                     | III.                          | 3. HKL – Jug                  | 1.                            |                               |                               |                               |                               |                               |                               |                               |                               |                               |                               |
| 2006./07.                     | II.                           | 2. HKL – Jug                  |                               |                               |                               |                               |                               |                               |                               |                               |                               |                               |                               |
| 2007./08.                     | II.                           | 2. HKL – Jug                  |                               |                               |                               |                               |                               |                               |                               |                               |                               |                               |                               |
| 2008./09.                     | II.                           | 2. HKL – Jug                  | 7.                            | 12                            | 22                            | 10                            | 2                             | 10                            |                               |                               | 22                            |                               |                               |
| 2009./10.                     | II.                           | 2. HKL – Jug                  | 4.                            | 12                            | 21                            | 10                            | 3                             | 8                             |                               |                               | 23                            |                               |                               |
| 2010./11.                     | II.                           | 2. HKL – Jug                  | 3.                            | 12                            | 22                            | 15                            | 0                             | 7                             | 105                           | 71                            | 30                            |                               |                               |
| 2011./12.                     | II.                           | 2. HKL – Jug                  | 3.                            | 12                            | 22                            | 14                            | 2                             | 6                             | 98                            | 78                            | 30                            |                               |                               |
| 2012./13.                     | II.                           | 2. HKL – Jug                  | 5.                            | 12                            | 22                            | 11                            | 1                             | 10                            | 96                            | 80                            | 23                            |                               |                               |
| 2013./14.                     | II.                           | 2. HKL – Jug                  | 8.                            | 12                            | 22                            | 8                             | 0                             | 14                            | 72,5                          | 103,5                         | 16                            |                               |                               |
| 2014./15.                     | II.                           | 2. HKL – Jug                  | 8.                            | 12                            | 22                            | 8                             | 3                             | 11                            | 86,5                          | 89,5                          | 19                            |                               |                               |
|                               |                               |                               |                               |                               |                               |                               |                               |                               |                               |                               |                               |                               |                               |
|                               |                               |                               |                               |                               |                               |                               |                               |                               |                               |                               |                               |                               |                               |

## Vanjske poveznice
- donat-kuglanje.hr, wayback arhiva iz 2016.
- donat-kuglanje.hr, wayback arhiva iz 2010.
- portal.kuglanje.hr, Donat Zaštita
- sportilus.hr, KUGLAČKI KLUB DONAT ZAŠTITA ZADAR